# Bismarckstraße 6, Marbachweg 4 (Bad Kissingen)

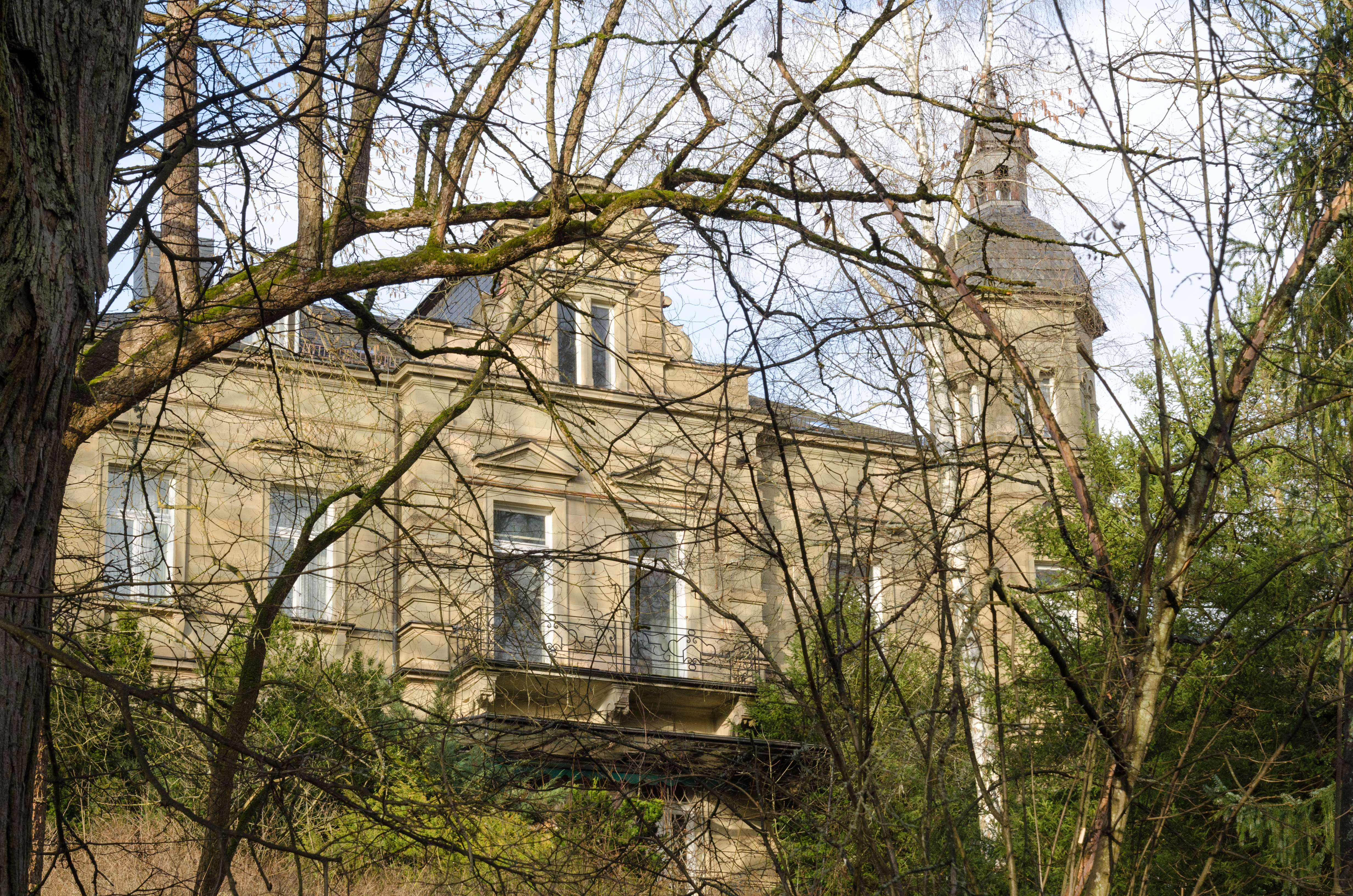
Bismarckstraße 6, Marbachweg 4 in Bad Kissingen

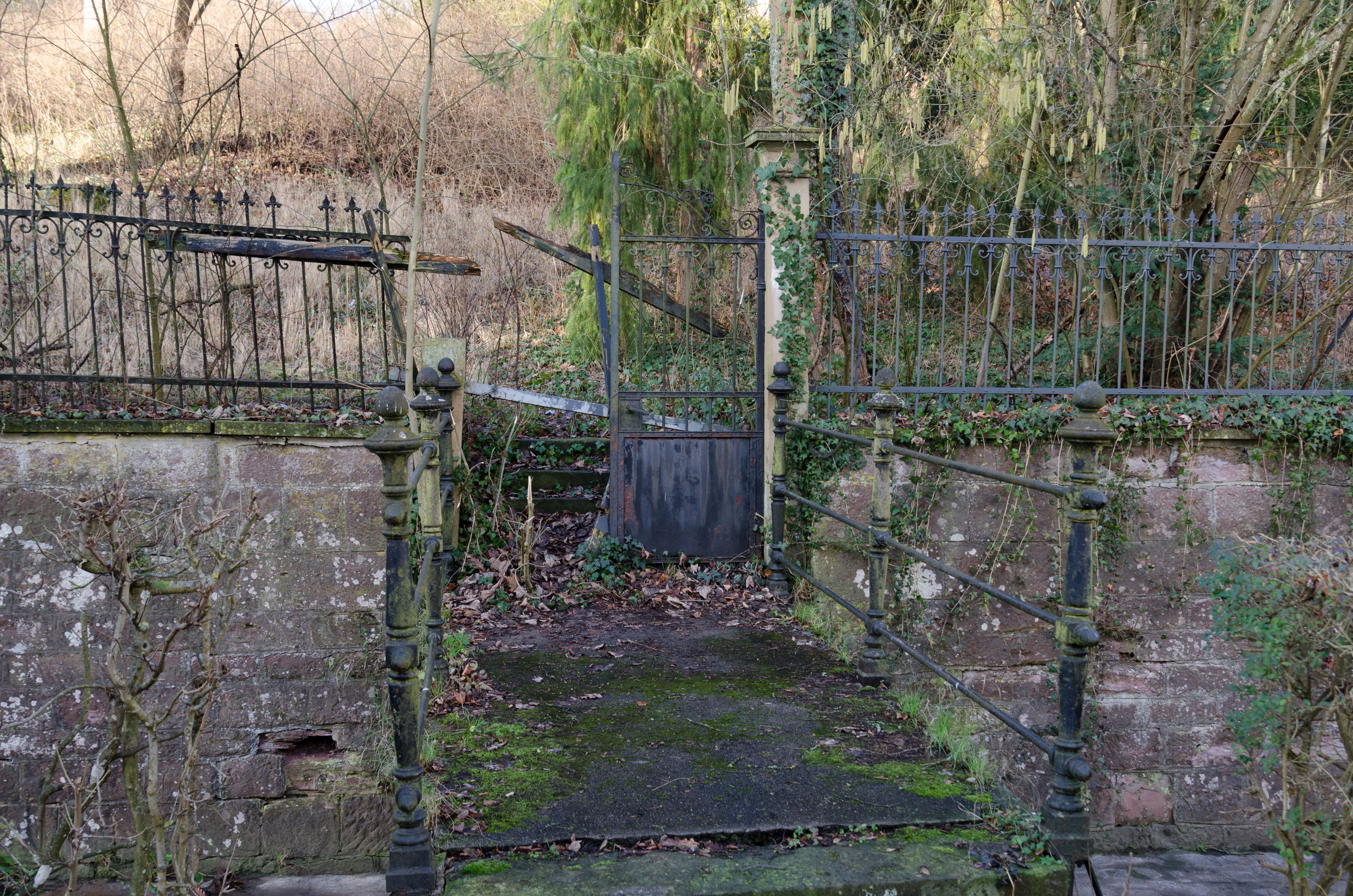
Einfriedung

Die Villa in der Bismarckstraße 6, Marbachweg 4 in der Bismarckstraße in Bad Kissingen, der Großen Kreisstadt des unterfränkischen Landkreises Bad Kissingen, gehört zu den Bad Kissinger Baudenkmälern und ist unter der Nummer D-6-72-114-51 in der Bayerischen Denkmalliste registriert.

## Geschichte
Das Anwesen entstand im Park des benachbarten Fürstenhof zunächst als Villa Gordon (später Villa Düring) im Jahr 1884 direkt nach dem Ausbau des Fürstenhofs von 1880. Es wurde im Auftrag von Anna Gordon (1813–1894), der Besitzerin des Fürstenhof, von Architekt Andreas Lohrey im Stil der Neurenaissance errichtet.
Bei der Villa handelt es sich um einen zweigeschossigen Sandsteinquaderbau mit Mittelrisaliten und Ziergiebeln sowie polygonalem Eckturm mit Kuppeldach. Die Neurenaissance äußert sich bei dem Anwesen in der Baukörperkomposition wie auch in einzelnen Gliederungsdetails: die übergiebelten Risalite an den Hauptfassade, dem Eckturm mit Kuppeldach, in der Betonung der Kanten durch Quadersteine sowie durch die Fensterrahmungen mit ihren Verdachungen.
Zu dem Anwesen gehört ein gleichzeitig entstandener Gusseisenzaun als Einfriedung.